# Zoot
Zoot is een handpop uit de Amerikaanse poppenserie The Muppet Show.
Zoot, vernoemd naar Zoot Sims en gebaseerd op de Argentijnse saxofonist Gato Barbieri, is het blauw-groene, kalende, blauwharige lid van de rockband Dr. Teeth and the Electric Mayhem. Behalve aan zijn saxofoon is hij herkenbaar aan zijn grote zonnebril en zijn blauwe vilten hoed, welke hij in latere films omruilde voor een moderne zwarte baret.
In het eerste seizoen van het programma was hij spraakzamer dan naderhand. Dit kwam doordat de destijds relatief jonge Dave Goelz – de poppenspeler en stemacteur van Zoot – moeite had zich verplaatsen in een 50-jarige, uitgebluste muzikant. In een poging aan het spelen van Zoot te ontkomen, schoof Goelz steeds vaker zijn teksten door naar andere Muppets. Onbedoeld werd juist zijn vele zwijgen uiteindelijk gezien als de bijzonderste karaktertrek van het personage.
Zoots claim to fame was het spelen van de laatste noot van de eindmelodie van het programma, om daarna achtereenvolgens in zijn saxofoon en op zijn partituur te kijken, een tevreden knikje met zijn hoofd te maken en om zich heen naar de andere muzikanten te kijken en nogmaals te knikken. Vreemd genoeg is genoemde laatste noot de laagste noot op de baritonsax, terwijl Zoots saxofoonspel meestal het geluid heeft van een tenorsax en het instrument dat de pop draagt het uiterlijk heeft van een altsaxofoon.